# Biozat
 Biozat  là một xã ở tỉnh Allier thuộc miền trung nước Pháp.